# Château du Fort (Nantes)
Le château du Fort est un château, situé à Nantes, dans le quartier Nantes Erdre (Saint-Joseph de Porterie).

## Histoire
Le domaine devient la propriété de la famille Galbaud de La Barrière à partir de 1683. Philippe-François Galbaud du Fort, conseiller-maître à la Chambre des comptes de Bretagne et conseiller au Conseil supérieur de Saint-Domingue, fait construire l'actuel château par l'architecte Jean-Baptiste Ceineray. Philippe-François Galbaud du Fort est le père du général François Thomas Galbaud-Dufort et de César Galbaud du Fort.

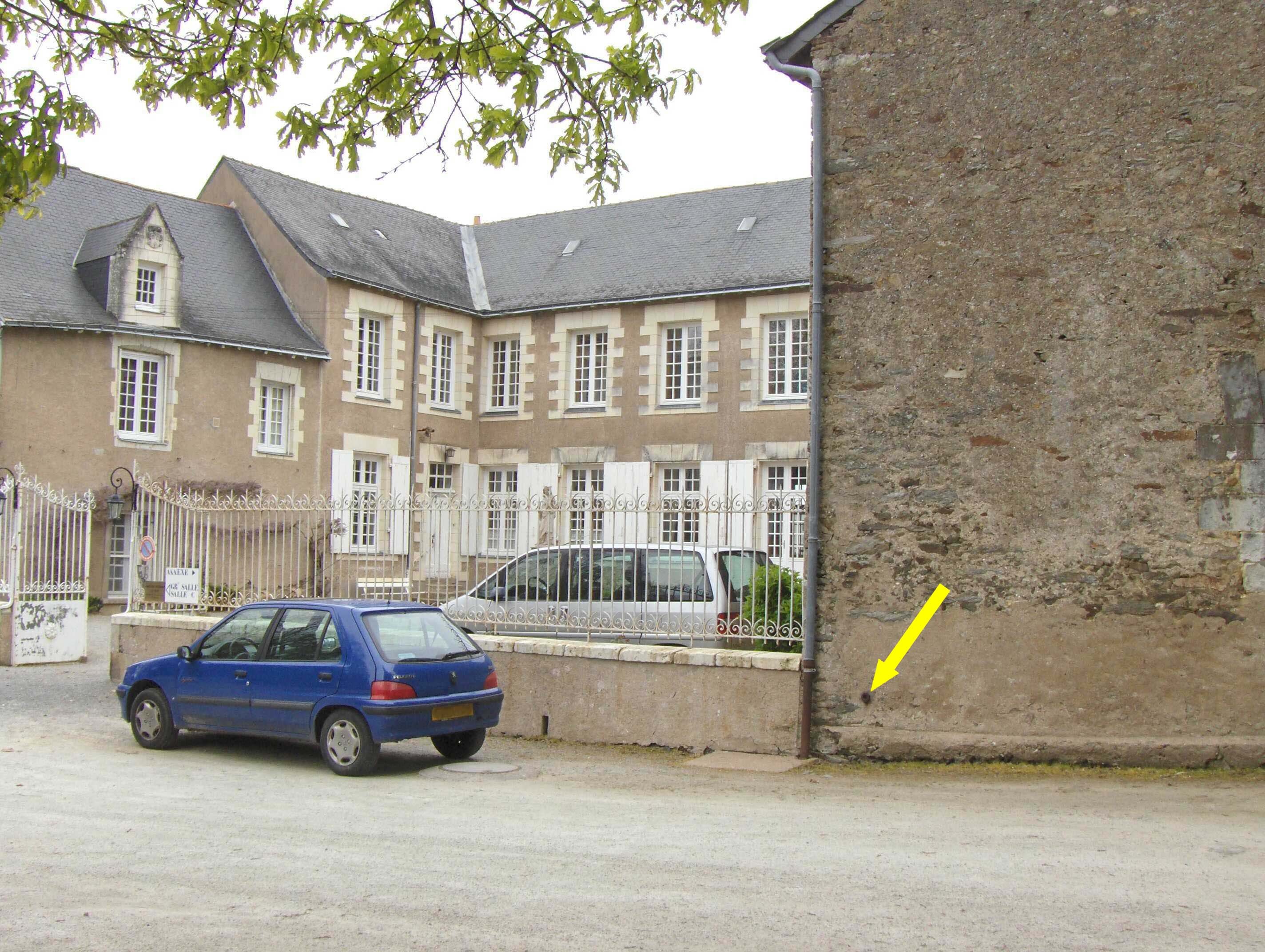
Entrée du château du Fort.

Mère Marie de la Passion de Chappotin, dont la mère était une Galbaud du Fort, fondera les Franciscaines missionnaires de Marie. Le château deviendra une des maisons de la congrégation.
Le château passe ensuite aux Dominicaines du Saint-Esprit en 2017, qui y transfère la maison des religieuses et l'école Sainte-Catherine de Sienne.